# Anacyclus
Genre
Anacyclus  est un genre de plante à fleurs de la famille des Asteraceae.
Ce sont des plantes couvre-sol.

## Liste des espèces
Selon Catalogue of Life (21 juin 2013) :
- Anacyclus anatolicus Behçet & Almanar
- Anacyclus ciliatus Trautv.
- Anacyclus clavatus (Desf.) Pers.
- Anacyclus homogamos (Maire) Humphries
- Anacyclus inconstans Pomel
- Anacyclus latealatus Hub.-Mor.
- Anacyclus linearilobus Boiss. & Reut.
- Anacyclus maroccanus (Ball) Ball
- Anacyclus monanthos (L.) Thell.
- Anacyclus nigellifolius Boiss.
- Anacyclus pyrethrum (L.) Link
- Anacyclus radiatus Loisel.
- Anacyclus valentinus L.